# Xenia florida
Xenia florida is een zachte koraalsoort uit de familie Xeniidae. De koraalsoort komt uit het geslacht Xenia. Xenia florida werd in 1826 voor het eerst wetenschappelijk beschreven door Lesson. 